# Barmherzigenkirche (Wien)

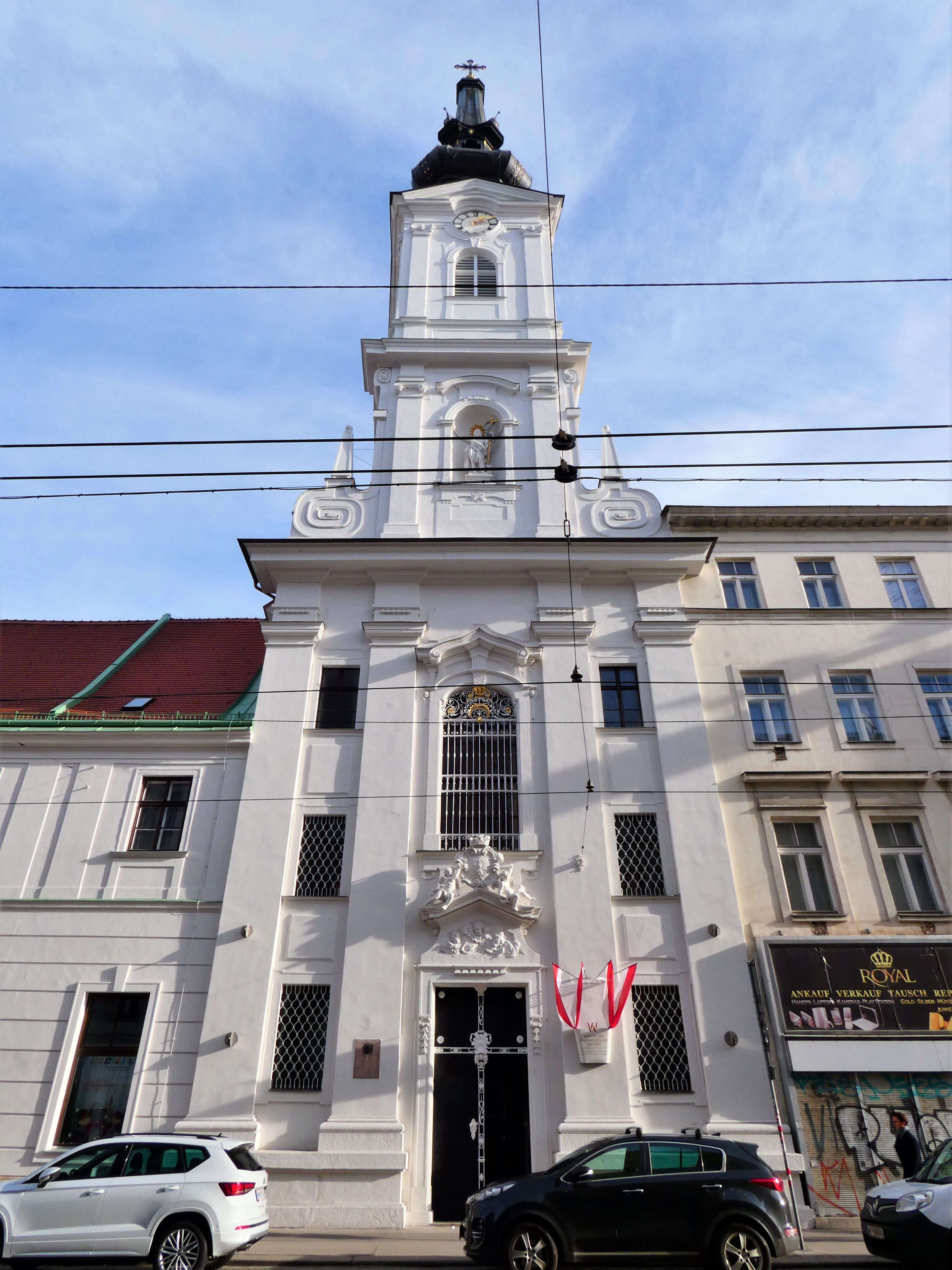
Frontansicht der Barmherzigenkirche

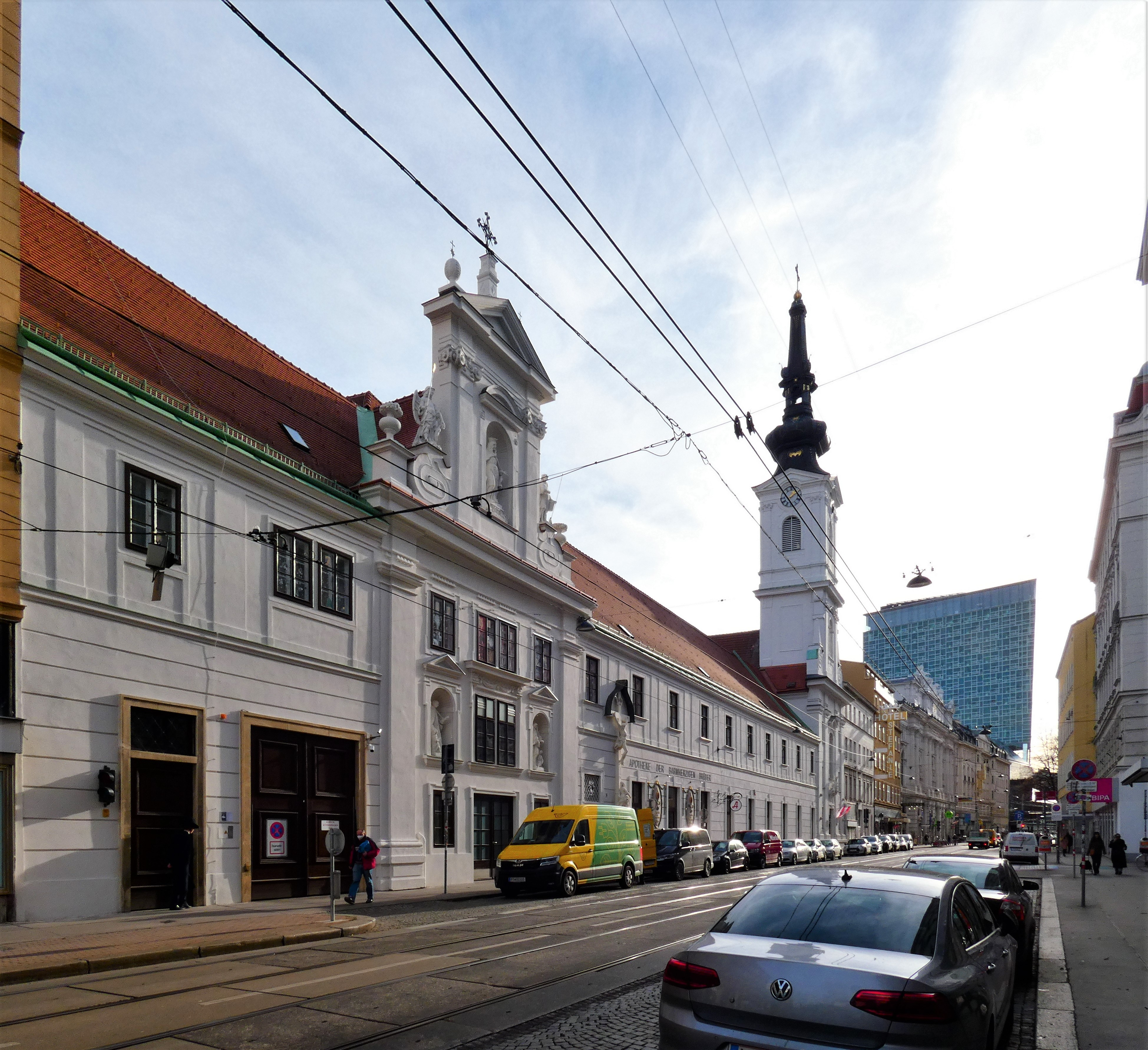
Gesamtansicht (mit Spital) stadteinwärts

Die Barmherzigenkirche hl. Johannes der Täufer ist eine römisch-katholische Kirche im 2. Wiener Gemeindebezirk Leopoldstadt in der Taborstraße.

## Bauwerk

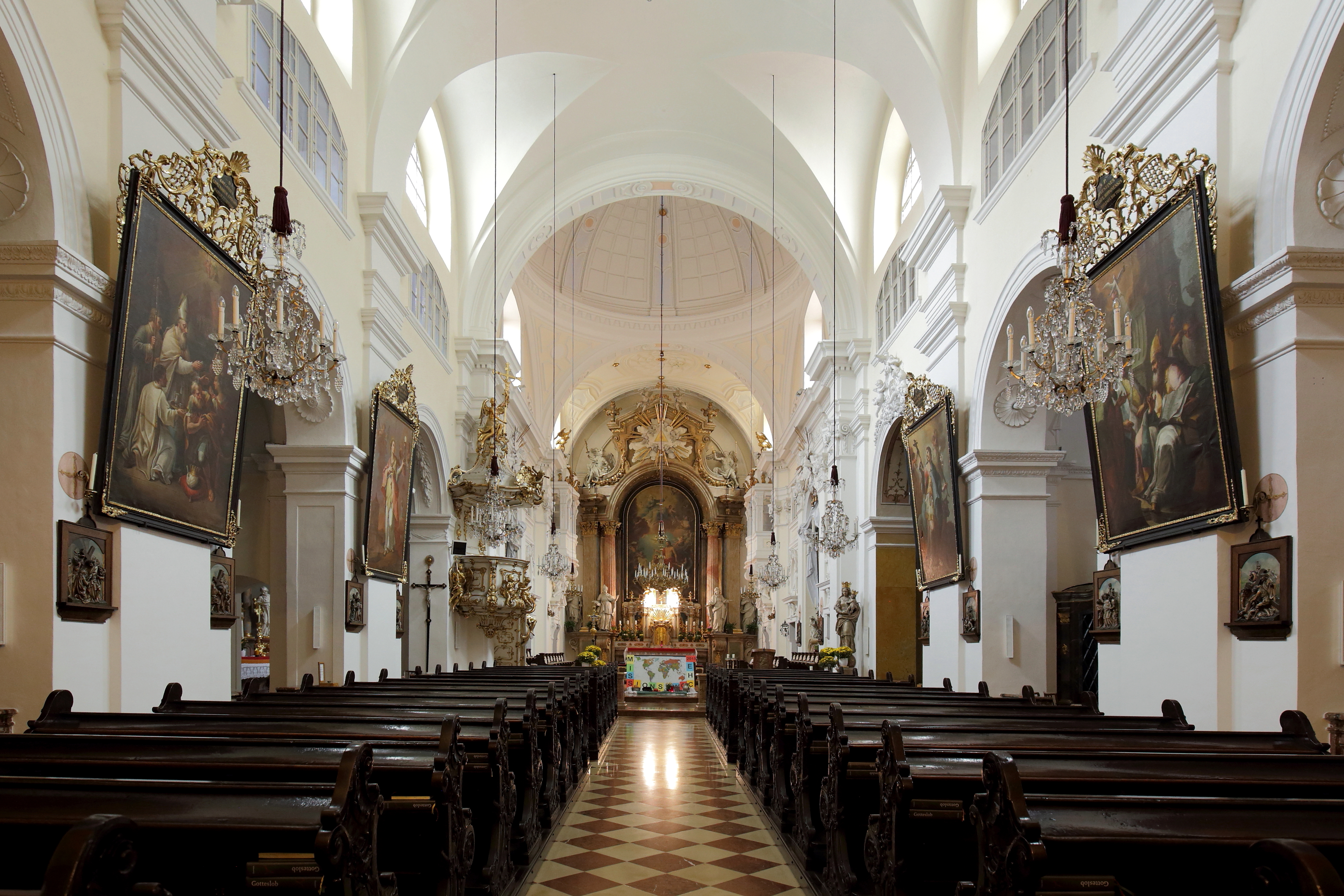
Langhaus und Chor (2015)

Die Klosterkirche der Barmherzigen Brüder zeigt sich in der Taborstraße 16 mit einer schmalen dreiachsigen Fassade mit einer toskanischen Pilastergliederung. Die Fassade ist dreigeschoßig durchfenstert und über dem Gesims schließt ein zweigeschoßiger Fassadenturm mit ionischen und korinthischen Pilastern und seitlichen Voluten aus dem Ende des 17. Jahrhunderts an. Der Turmhelm wurde 1989 rekonstruiert. Im Sturz des mittigen Portals ist ein Puttenrelief, im Giebel eine Kartusche mit dem Ordenswappen, darüber ist ein hohes Emporenfenster mit gerohrter Rahmung und einer Kielbogenverdachung und Schmiedeeisengitter aus dem 18. Jahrhundert. Im Untergeschoß des Turmes in einer gerahmten Nische ist eine Steinfigur hl. Johannes der Täufer aus dem 18. Jahrhundert. Neben dem Portal ist eine Gedenktafel zu Joseph Haydn aus 1932.
Der dreijochige Langhaus mit quadratischen Seitenkapellen und der gerade abschließende zweijochige Chor sind aus dem Ende des 17. Jahrhunderts. Der Chor wurde 1733 verlängert und 1736 einheitlich stuckiert. Der Hochaltar aus 1735/36 füllt die ganze Altarwand aus und trägt Figuren der Heiligen Joachim, Zacharias, Elisabeth und Anna von Lorenzo Mattielli, das Altarbild Taufe Christi aus 1736 von Daniel Gran.
In das aus dem Jahr 1765 stammende Orgelgehäuse von Johann Hencke wurde 1933 von Johann M. Kauffmann ein neues Werk eingebaut. Darüber hinaus verfügt die Kirche über eine von Franz Ulrich Scheichel gegossene Glocke aus dem Jahr 1749.